# Niemcy na Zimowych Igrzyskach Olimpijskich 2006
Niemcy na Zimowych Igrzyskach Olimpijskich 2006 reprezentowało 162 zawodników. Był to piętnasty start Niemiec na zimowych igrzyskach olimpijskich.

## Zdobyte medale
| Medal  | Zawodnik                                                                             | Dyscyplina sportowa | Konkurencja                      |
| ------ | ------------------------------------------------------------------------------------ | ------------------- | -------------------------------- |
| Złoto  | Kati Wilhelm                                                                         | Biathlon            | Bieg pościgowy kobiet            |
| Złoto  | Sven Fischer                                                                         | Biathlon            | Sprint mężczyzn                  |
| Złoto  | Michael Greis                                                                        | Biathlon            | Bieg indywidualny mężczyzn       |
| Złoto  | Ricco Groß Michael Rösch Sven Fischer Michael Greis                                  | Biathlon            | Sztafeta mężczyzn                |
| Złoto  | Michael Greis                                                                        | Biathlon            | Bieg masowy mężczyzn             |
| Złoto  | André Lange Kevin Kuske                                                              | Bobsleje            | Dwójki mężczyzn                  |
| Złoto  | Sandra Kiriasis Anja Schneiderheinze                                                 | Bobsleje            | Dwójki kobiet                    |
| Złoto  | André Lange René Hoppe Kevin Kuske Martin Putze                                      | Bobsleje            | Dwójki mężczyzn                  |
| Złoto  | Sylke Otto                                                                           | Saneczkarstwo       | Jedynki kobiet                   |
| Złoto  | Georg Hettich                                                                        | Kombinacja norweska | Gundersen                        |
| Złoto  | Daniela Anschütz-Thoms Lucille Opitz Claudia Pechstein Sabine Völker Anni Friesinger | Łyżwiarstwo szybkie | Bieg drużynowy kobiet            |
| Srebro | Martina Glagow                                                                       | Biathlon            | Bieg pościgowy kobiet            |
| Srebro | Martina Glagow                                                                       | Biathlon            | Bieg indywidualny kobiet         |
| Srebro | Kati Wilhelm                                                                         | Biathlon            | Bieg masowy kobiet               |
| Srebro | Martina Glagow Andrea Henkel Katrin Apel Kati Wilhelm                                | Biathlon            | Sztafeta kobiet                  |
| Srebro | Stefanie Böhler Viola Bauer Evi Sachenbacher-Stehle Claudia Künzel                   | Biegi narciarskie   | Sztafeta kobiet                  |
| Srebro | Andreas Schlütter Jens Filbrich René Sommerfeldt Tobias Angerer                      | Biegi narciarskie   | Sztafeta mężczyzn                |
| Srebro | Claudia Künzel                                                                       | Biegi narciarskie   | Sprint stylem dowolnym kobiet    |
| Srebro | Silke Kraushaar                                                                      | Saneczkarstwo       | Jedynki kobiet                   |
| Srebro | Andre Florschütz Torsten Wustlich                                                    | Saneczkarstwo       | Dwójki mężczyzn                  |
| Srebro | Björn Kircheisen Georg Hettich Ronny Ackermann Jens Gaiser                           | Kombinacja norweska | Drużynowo                        |
| Srebro | Amelie Kober                                                                         | Snowboarding        | Gigant równoległy kobiet         |
| Srebro | Claudia Pechstein                                                                    | Łyżwiarstwo szybkie | 5000 m kobiet                    |
| Brąz   | Sven Fischer                                                                         | Biathlon            | Bieg pościgowy mężczyzn          |
| Brąz   | Uschi Disl                                                                           | Biathlon            | Bieg masowy kobiet               |
| Brąz   | Tobias Angerer                                                                       | Biegi narciarskie   | 15 km stylem klasycznym mężczyzn |
| Brąz   | Silke Kraushaar                                                                      | Saneczkarstwo       | Jedynki kobiet                   |
| Brąz   | Georg Hettich                                                                        | Kombinacja norweska | Sprint                           |
| Brąz   | Anni Friesinger                                                                      | Łyżwiarstwo szybkie | 1000 m kobiet                    |

## Wyniki reprezentantów Niemiec

### Biathlon
Mężczyźni
- Sven Fischer

sprint - 
bieg pościgowy - 
bieg indywidualny - 17. miejsce
bieg masowy - 17. miejsce
- Michael Greis

sprint - 34. miejsce
bieg pościgowy - 8. miejsce
bieg masowy - 
bieg indywidualny - 
- Ricco Gross

sprint - 6. miejsce
bieg pościgowy - 12. miejsce
bieg indywidualny - 11. miejsce
- Michael Rösch

bieg masowy - 10. miejsce
bieg indywidualny - 42. miejsce
- Alexander Wolf

sprint - 14. miejsce
bieg pościgowy - 19. miejsce
bieg masowy - 8. miejsce
- Ricco Gross, Michael Roesch, Sven Fischer, Michael Greis

sztafeta - 
Kobiety
- Katrin Apel

sprint - 22. miejsce
bieg pościgowy - 11. miejsce
- Uschi Disl

sprint - 34. miejsce
bieg pościgowy - 10. miejsce
bieg masowy - 
bieg indywidualny - 12. miejsce
- Martina Glagow

sprint - 17. miejsce
bieg pościgowy - 
bieg masowy - 4. miejsce
bieg indywidualny - 
- Andrea Henkel

bieg masowy - 13. miejsce
bieg indywidualny - 4. miejsce
- Kati Wilhelm

sprint - 7. miejsce
bieg pościgowy - 
bieg masowy - 
bieg indywidualny - 16. miejsce
- Martina Glagow, Andrea Henkel, Katrin Apel, Kati Wilhelm

sztafeta - 

### Biegi narciarskie
Mężczyźni
- Tobias Angerer

15 km stylem klasycznym - 
Bieg łączony - 12. miejsce
50 km stylem dowolnym - 24. miejsce
- Jens Filbrich

Bieg łączony - 23. miejsce
50 km stylem dowolnym - 17. miejsce
- Franz Göring

15 km stylem klasycznym - 43. miejsce
- Andreas Schlütter

15 km stylem klasycznym - 7. miejsce
- René Sommerfeldt

15 km stylem klasycznym - 11. miejsce
Bieg łączony - DNF
50 km stylem dowolnym - 36. miejsce
- Jens Filbrich, Andreas Schlütter

Sprint drużynowy stylem klasycznym - 6. miejsce
- Andreas Schlütter, Jens Filbrich, René Sommerfeldt, Tobias Angerer

sztafeta - 
Kobiety
- Viola Bauer

10 km stylem klasycznym - 10. miejsce
- Stefanie Böhler

Sprint stylem dowolnym - 20. miejsce
10 km stylem klasycznym - 38. miejsce
Bieg łączony - 28. miejsce
30 km stylem dowolnym - 20. miejsce
- Nicole Fessel

Sprint stylem dowolnym - 31. miejsce
30 km stylem dowolnym - 48. miejsce
- Manuela Henkel

Sprint stylem dowolnym - 12. miejsce
Bieg łączony - 52. miejsce
- Claudia Künzel

Sprint stylem dowolnym - 
10 km stylem klasycznym - 17. miejsce
Bieg łączony - 18. miejsce
30 km stylem dowolnym - 6. miejsce
- Evi Sachenbacher-Stehle

10 km stylem klasycznym - 20. miejsce
30 km stylem dowolnym - 13. miejsce
- Evi Sachenbacher-Stehle, Viola Bauer

Sprint drużynowy stylem klasycznym - 5. miejsce
- Stefanie Böhler, Viola Bauer, Evi Sachenbacher-Stehle, Claudia Künzel

sztafeta - 

### Bobsleje
Mężczyźni
- Andre Lange, Kevin Kuske

dwójka - 
- Matthias Höpfner, Marc Kühne

dwójka - 5. miejsce
- Andre Lange, René Hoppe, Kevin Kuske, Martin Putze

czwórka - 
- René Spies, Christoph Heyder, Enrico Kühn, Alexander Metzger

czwórka - 5. miejsce
Kobiety
- Sandra Kiriasis, Anja Schneiderheinze

dwójka - 
- Susi Erdmann, Nicole Herschmann

dwójka - 5. miejsce

### Curling
Mężczyźni
- Andy Kapp, Uli Kapp, Oliver Axnick, Holger Höhne, Andreas Kempf

turniej - 9. miejsce - 3. zwycięstwa i 6 porażek

### Hokej na lodzie
Mężczyźni
- Alexander Barta, Tino Boos, Florian Busch, Christian Ehrhoff, Sven Felski, Petr Fical, Sebastian Furchner, Marcel Goc, Sascha Goc, Thomas Greiss, Klaus Kathan, Olaf Kölzig, Lasse Kopitz, Daniel Kreutzer, Robert Leask, Eduard Lewandowski, Tomas Martinec, Robert Müller, Andreas Renz, Stefan Schauer, Christoph Schubert, Dennis Seidenberg, Alexander Sulzer, Stefan Ustorf - 10. miejsce

Kobiety
- Maritta Becker, Franziska Busch, Tina Evers, Susi Fellner, Steffi Frühwirt, Susann Götz, Claudia Grundmann, Jenny Harß, Nikola Holmes, Sabrina Kruck, Andrea Lanzl, Michaela Lanzl, Christina Oswald, Nina Ritter, Anja Scheytt, Sara Seiler, Denise Soesilo, Jenny Tamas, Stephanie Wartosch-Kürten, Raffi Wolf - 5. miejsce

### Kombinacja norweska
Mężczyźni
- Ronny Ackermann

Sprint - 8. miejsce
Gundersen - 18. miejsce
- Sebastian Haseney

Sprint - 29. miejsce
Gundersen - 6. miejsce
- Georg Hettich

Sprint - 
Gundersen - 
- Björn Kircheisen

Sprint - 7. miejsce
Gundersen - 7. miejsce
- Jens Gaiser, Björn Kircheisen, Ronny Ackermann, Georg Hettich

Drużynowo - 

### Łyżwiarstwo figurowe
Mężczyźni
- Stefan Lindemann

soliści - 21. miejsce
Pary
- Rico Rex, Eva-Maria Fitze

pary sportowe - 15. miejsce
- Robin Szolkowy, Alona Sawczenko

pary sportowe - 6. miejsce

### Łyżwiarstwo szybkie
Mężczyźni
- Jens Boden

5000 m - 20. miejsce
- Jörg Dallmann

1500 m - 37. miejsce
- Stefan Heythausen

1500 m - 26. miejsce
- Robert Lehmann

1500 m - 36. miejsce
- Tobias Schneider

1500 m - 31. miejsce
- Jens Boden, Jörg Dallmann, Stefan Heythausen, Robert Lehmann, Tobias Schneider

Bieg drużynowy - 5. miejsce
Kobiety
- Daniela Anschütz-Thoms

1500 m - 10. miejsce
3000 m - 6. miejsce
5000 m - 5. miejsce
- Anni Friesinger

1000 m - 
1500 m - 4. miejsce
3000 m - 4. miejsce
- Judith Hesse

500 m - 19. miejsce
1000 m - 22. miejsce
- Lucille Opitz

1500 m - 30. miejsce
5000 m - 14. miejsce
- Claudia Pechstein

3000 m - 5. miejsce
5000 m - 
- Sabine Völker

1000 m - 21. miejsce
- Jenny Wolf

500 m - 6. miejsce
- Pamela Zöllner

500 m - 24. miejsce
1000 m - 30. miejsce
- Daniela Anschütz-Thoms, Anni Friesinger, Lucille Opitz, Claudia Pechstein, Sabine Völker

bieg drużynowy - 

### Narciarstwo alpejskie
Kobiety
- Monika Bergmann-Schmuderer

slalom - 16. miejsce
kombinacja - 16. miejsce
- Martina Ertl-Renz

supergigant - 16. miejsce
slalomgigant - 15. miejsce
slalom - DNF
kombinacja - 7. miejsce
- Annemarie Gerg

slalomgigant - DNF
slalom - 7. miejsce
- Petra Haltmayr

zjazd - 6. miejsce
supergigant - 9. miejsce
Mężczyźni
- Felix Neureuther

slalomgigant - DNF
slalom - DNF
- Alois Vogl

slalom - DNF

### Narciarstwo dowolne
Mężczyźni
- Gerhard Blöchl

jazda po muldach - 28. miejsce
- Christoph Stark

jazda po muldach - 15. miejsce

### Saneczkarstwo
Mężczyźni
- Jan Eichhorn - 6. miejsce

- Georg Hackl - 7. miejsce

- David Möller - 5. miejsce

- André Florschütz, Torsten Wustlich

dwójka - 
- Patric Leitner, Alexander Resch

dwójka - 6. miejsce
Kobiety
- Tatjana Hüfner -

- Silke Kraushaar -

- Sylke Otto -

### Short track
Mężczyźni
- Tyson Heung

500 m - 16. miejsce
1500 m - 17. miejsce
- Arian Nachbar

500 m - 13. miejsce
1000 m - 14. miejsce
- Sebastian Praus

1000 m - 10. miejsce
1500 m - 21. miejsce
- Thomas Bauer, André Hartwig, Tyson Heung, Arian Nachbar, Sebastian Praus

Sztafeta - 6. miejsce
Kobiety
- Susanne Rudolph

500 m - 18. miejsce
- Aika Klein

500 m - 21. miejsce
1000 m - DSQ
1500 m - 26. miejsce
- Yvonne Kunze

1000 m - 7. miejsce
1500 m - 21. miejsce
- Tina Grassow, Aika Klein, Yvonne Kunze, Christin Priebst, Susanne Rudolph

Sztafeta - 4. miejsce

### Skeleton
Mężczyźni
- Sebastian Haupt - 9. miejsce

- Frank Rommel - 24. miejsce

Kobiety
- Anja Huber - 8. miejsce

- Diana Sartor - 4. miejsce

### Skoki narciarskie
Mężczyźni
- Alexander Herr

skocznia normalna - 21. miejsce
- Michael Neumayer

skocznia normalna - 8. miejsce
skocznia duża - 11. miejsce
- Martin Schmitt

skocznia duża - 19. miejsce
- Georg Späth

skocznia normalna - 12. miejsce
skocznia duża - 20. miejsce
- Michael Uhrmann

skocznia normalna - 4. miejsce
skocznia duża - 16. miejsce
- Michael Neumayer, Martin Schmitt, Michael Uhrmann, Georg Späth

konkurs drużynowy - 4. miejsce

### Snowboard
Mężczyźni
- Patrick Bussler

gigant równoległy - 19. miejsce
- Markus Ebner

gigant równoległy - 17. miejsce
- Xaver Hoffmann

halfpipe - 34. miejsce
- Alex Kupprion

snowboardcross - 36. miejsce
- Michael Layer

snowboardcross - 27. miejsce
- Vinzenz Lüps

halfpipe - 9. miejsce
- Jan Michaelis

halfpipe - 15. miejsce
- Christophe Schmidt

halfpipe - 8. miejsce
- David Speiser

snowboardcross - 32. miejsce
Kobiety
- Amelie Kober

gigant równoległy - 
- Katharina Himmler

snowboardcross - 12. miejsce